# Земцова Буда
Земцова Бу́да— деревня в Смоленской области России, в Монастырщинском районе. Население — 5 жителей (2007 год) .  Расположена в центральной части области в 12 км к востоку от Монастырщины, в 2 км к югу от автодороги Монастырщина — Починок. Входит в состав Барсуковского сельского поселения.

## История
Деревня основана во время царствования царя Алексея Михайловича в XVII веке. Название произошло от слова Буда — в прошлом предприятие по производству поташа, расположенное в лесу.